# Sura-Ramnäs församling
Sura-Ramnäs församling är en församling i Södra Västmanlands kontrakt i Västerås stift i Svenska kyrkan. Församlingen omfattar hela Surahammars kommun i Västmanlands län.

## Administrativ historik
Församlingen bildades 2014 genom sammanläggning av Sura församling och Ramnäs församling och utgör därefter ett eget pastorat.

## Kyrkor
- Sura kyrka
- Ramnäs kyrka
- Virsbo kyrka